# Герхард фон Мюленарк
Герхард фон Мюленарк (на немски: Gerhard von Müllenark; * пр. 1129 в Мюленарк; † сл. 1145 в Мюленарк, Германия) е благородник от род Мюленарк в района на град Дюрен в Северен Рейн-Вестфалия. През Средновековието родът е много влиятелен в Херцогство Юлих.
Той е син на Херман фон Мюленарк (1080 – 1296) и съпругата му фон Мюленарк (1250 – 1302). Брат е на Конрад фон Мюленарк, бургграф на Томберг († 1182), и Херман II фон Мюленарк († сл. 1166). Роднина е на Хайнрих фон Мюленарк († 1238), архиепископ на Кьолн (1225 – 1238).

## Фамилия
Герхард фон Мюленарк се жени за Регинлинда фон Мюленарк (* 1105). Те имат три дъщери:
- Агнес София фон Мюленарк (* ок. 1134; † ок. 1154), омъжена за граф Херман фон Зафенберг, господар на Мюленарк († 1172)
- Юдит (Юта) фон Мюленарк (* ок. 1138; † ок. 1190), омъжена за Дитрих фон Кемпених († сл. 1181)
- София фон Мюленарк (* ок. 1173), омъжена за Герхард фон Дист († ок. 1193)